# Dolophrades birmanus
Dolophrades birmanus là một loài bọ cánh cứng trong họ Cerambycidae.